# بوانکاوه
بوانکاوه (به لهستانی:  Błąkały) یک روستا در لهستان است که در گمینا دوبنگنکی واقع شده‌است. بوانکاوه ۸۱ نفر جمعیت دارد.